# بدر جعفر
بدر حميد جعفر (مواليد 9 أغسطس 1979)، هو رجل أعمال تنفيذي إماراتي ورائد أعمال اجتماعي. يشغل منصب الرئيس التنفيذي لشركة الهلال للمشاريع، وهي شركة عالمية متنوعة تعمل في العديد من القطاعات بما في ذلك الموانئ والخدمات اللوجستية والطاقة والهندسة.
يشغل جعفر أيضًا منصب رئيس الشركة الشقيقة لشركة نفط الهلال، وهي شركة نفط وغاز مملوكة للقطاع الخاص ومقرها في الإمارات. وهو رئيس مجلس إدارة شركة بيرل بتروليوم، وهي اتحاد دولي مؤلف من خمسة أعضاء لتطوير أصول الغاز الطبيعي في إقليم كردستان العراق، ورئيس المجلس التنفيذي لشركة غلفتينر (Gulftainer)، شركة الموانئ والخدمات اللوجستية العالمية.
أطلق مبادرة بيرل في سبتمبر 2010 في الأمم المتحدة، وهي مبادرة يقودها القطاع الخاص لتعزيز حوكمة الشركات والمساءلة والشفافية في منطقة الخليج والشرق الأوسط  في عام 2011، تم اختيار جعفر كقائد عالمي شاب من قبل المنتدى الاقتصادي العالمي، وهو الرئيس المشارك لمجتمع الأعمال العائلية في المنتدى، وهو عضو في مجلس إشرافهم على التقدم الاقتصادي.
في مايو 2015، تم تعيين بدر جعفر من قبل الأمين العام للأمم المتحدة في الفريق رفيع المستوى المعني بالتمويل الإنساني، والذي تم تشكيله «لمعالجة الفجوة المتزايدة بين الموارد والتمويل لتلبية الاحتياجات الإنسانية المتزايدة في العالم». في سبتمبر 2019، تم تعيينه في اللجنة الدولية لمستقبل التعليم التابعة لليونسكو. وتهدف اللجنة إلى إعادة فحص وإعادة تصور كيف يمكن للمعرفة والتعلم المساهمة في الإنسانية.
تم اختياره كواحد من أقوى 100 عربي ضمن مجلة أريبيان بزنس لعام 2019.

## النشأة والتعليم

### التعليم
ولد بدر جعفر ونشأ في الشارقة، بالإمارات. في عام 1994، واصل تعليمه في كلية إيتون، وتخرج في عام 1999 من جامعة كامبريدج بدرجة الماجستير في الهندسة ودراسات إضافية في الفيزياء الفلكية. في عام 1996، منحت جامعة هارفارد جعفر جائزة هارفارد للكتاب المقدمة للطلاب الذين «أظهروا التميز في المنح الدراسية والشخصية الرفيعة، بالإضافة إلى الإنجازات في المجالات الأخرى». التحق جعفر بعد ذلك بكلية كامبردج جادج للأعمال في جامعة كامبريدج.
يعمل جعفر عضوا في المجالس الاستشارية لكلية إدارة الأعمال بجامعة كامبريدج، والجامعة الأمريكية في بيروت، والجامعة الأمريكية في الشارقة. وهو زميل مؤسسي معين في كلية إيتون.

## ريادة الأعمال
بدر جعفر هو رئيس مجلس إدارة إنديفور، وهو عضو في مجلس المستشارين لمركز الشارقة لريادة الأعمال (شراع) وغزة سكاي جيكس، وهي شركة رائدة في تسريع الشركات الناشئة ومركز التعليم التكنولوجي في غزة.
في عام 2014، أطلق جعفر برنامج ريادة الأعمال الاجتماعية في العالم العربي بالشراكة مع أشوكا (Ashoka)، وهي منظمة ريادة اجتماعية، لتحديد ومساعدة الشركات الاجتماعية الواعدة في المنطقة.

## المبادرات الاجتماعية
في فبراير 2011، أطلق بدر جعفر أكاديمية الشرق الأوسط لفنون المسرح (META). في مايو2011، أنتج جعفر والمنتج الموسيقي كوينسي جونز أغنية خيرية بعنوان بكرا، شارك فيها 26 فنانًا عربيًا لجمع الأموال لمشاريع الفنون التربوية للشباب النازحين في الشرق الأوسط. وذهبت العائدات لتطوير برامج الفنون لأكثر من 430 ألف طفل محروم بالشراكة مع أنقذوا الأطفال.
في عام 2014، كرّم مركز كينيدي جعفر بميدالية ذهبية في الفنون تقديراً لجهوده في الدبلوماسية الثقافية لبناء علاقات أوثق بين الدول والمناطق. وهو الآن عضو معين في دائرة المئوية لمركز كينيدي.
في مايو 2018، انضم بدر جعفر إلى تعهد عطاء، وهي مبادرة خيرية أطلقها بيل غيتس وميليندا غيتس ووارن بافت.
يشغل جعفر منصب عضو مجلس المشرفين في لجنة الإنقاذ الدولية والمجلس الاستشاري لمعهد ميلكن للأعمال الخيرية الاستراتيجية، ومقره في الولايات المتحدة.